# Armadillidium xerovunense
Armadillidium xerovunense är en kräftdjursart som beskrevs av Hans Strouhal 1956. Armadillidium xerovunense ingår i släktet Armadillidium och familjen klotgråsuggor. Inga underarter finns listade i Catalogue of Life.